# Polakowo (Łobez)
Polakowo (deutsch Chausseehaus Dieckborn) ist ein Wohnort in der polnischen Woiwodschaft Westpommern. Er gehört zum Dorf Grabowo (Grabow)  der Gmina Łobez (Stadt- und Landgemeinde Labes) im  Powiat Łobeski (Labser  Kreis).

## Geographische Lage
Die Wohnstätte liegt in Hinterpommern, an der Rega, etwa 22 Kilometer südöstlich der Stadt Resko (Regenwalde), vier  Kilometer nordnordöstlich der Stadt Łobez (Labes), vier Kilometer nordwestlich des Dorfzentrums von Zdzisławice (Christinenhof), 2 ½ Kilometer nordnordöstlich von Niegrzebia (Negrepp)  und zwei Kilometer westlich von Grabowo (Grabow).

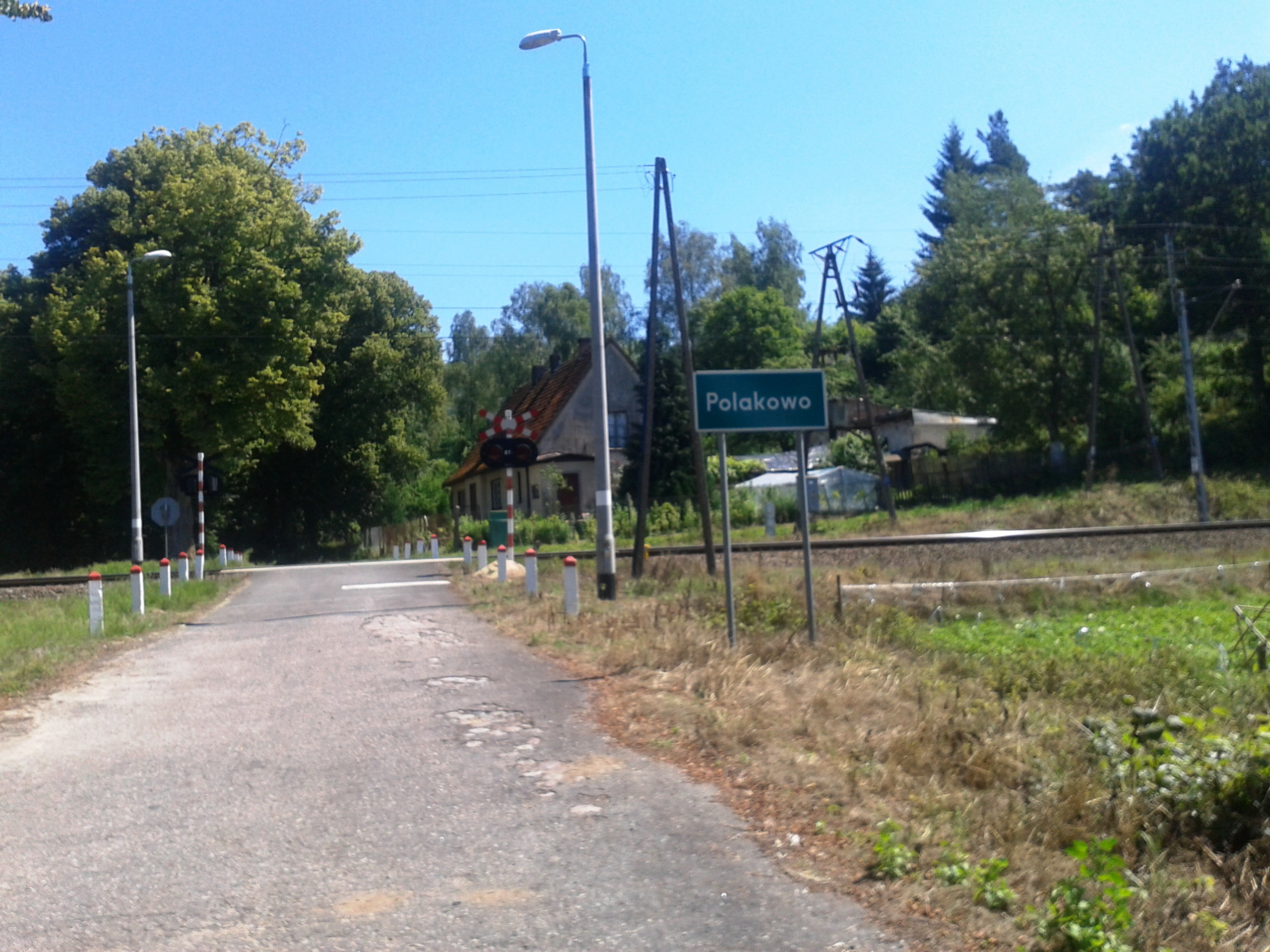
Bahnübergang an der Zufahrtstraße (2014)

## Geschichte
Um 1782 war Dieckborn ein zu dem ritterfreien Vorwerk Negrepp gehöriger Holzwärterkaten; das Vorwerk Negrepp, das nur zwei Feuerstellen (Haushaltungen) hatte, war Eigentum des Peter Matthias George von Borcke und war ehemals ein altes pommersches Lehen der in Hinterpommern alteingeborenen Familie Borcke.  Im Jahr 1817 gehörte das Vorwerk Dieckborn mit sieben Einwohnern zum Gutsbezirk Grabow, zu dem außer Dieckborn noch die vier Vorwerke Büssow, Christinenhof, Margarethenhof und Rüdigershof gehörten.
Im Jahr 1818 hatte das in Privatbesitz befindliche Vorwerk Dieckborn sieben Einwohner.
Anlässlich der in der ersten Hälfte des 19. Jahrhunderts im Gutsbezirk Grabow durchgeführten Regulierung der gutsherrlichen und bäuerlichen Verhältnisse wurden fünf Bauernhöfe vom Gutsbezirk abgetrennt, auf die Feldmark Christinenhof verlegt und daraus die neue Landgemeinde Christinenhof gebildet. Das alte Vorwerk Dieckborn des Gutsbezirks Grabow hatte um 1867 ein Wohnhaus und zwölf Einwohner in drei Familien.
Der Gutsbezirk Grabow wurde zusammen mit dem Vorwerk Dieckborn  mit Wirkung vom 30. Dezember 1927 in die Landgemeinde Christinenhof eingegliedert.
Im Jahr 1945 war Chausseehaus Dieckborn eine Wohnstätte in der Landgemeinde Christinenhof im Landkreis Regenwalde im Regierungsbezirk Köslin der preußischen Provinz Pommern des Deutschen Reichs.
Gegen Ende des Zweiten Weltkriegs wurde die Region im Frühjahr 1945 von der Roten Armee besetzt. Nach Beendigung der Kampfhandlungen wurde Dieckborn zusammen mit Christinenhof und ganz Hinterpommern seitens der sowjetischen Besatzungsmacht der Volksrepublik Polen zur Verwaltung überlassen. Danach begann die Zuwanderung von Polen. Dieckborn wurde unter der Ortsbezeichnung ‚Polakowo‘ verwaltet. In der Folgezeit wurde die einheimische Bevölkerung von der polnischen Administration aus Christinenhof vertrieben.